# Disco Inferno (группа)
Disco Inferno — английская экспериментальная рок-группа, действовавшая в конце 1980-х и 1990-х годах. Изначально музыканты выступали в узнаваемом стиле постпанка, но вскоре группа стала первопроходцем в использовании цифрового сэмплирования, в дополнение к стандартным рок-инструментам. Несмотря на коммерческий успех во время своего существования, группа считается ключевым представителем пост-рока.
Disco Inferno были сформированы подростками Яном Краузом (гитары и вокал), Полом Уиллмоттом (бас), Дэниелом Гишем (клавишные) и Робом Уотли (ударные) в Эссексе в 1989 году. К осени того же года Гиш уже не был частью группы после ее реструктуризации; позже он присоединился к Bark Psychosis; оставшееся трио начало выступать по всему Лондону перед равнодушной публикой в пабах. Раннее творчество группы, обобщенное в метко названном In Debt, несет на себе сильное влияние Joy Division, Wire и других заметных пост-панк-групп конца 70-х и начала 80-х годов. Хотя материал на In Debt производный и далеко не такой экспериментальный и изобретательный, как более поздние работы группы, он успешно отдает дань уважения продукции их предшественников (а порой и соперничает с ней).

## Дискография
Альбомы
- Open Doors, Closed Windows (Ché, July 1991)
- D. I. Go Pop (Rough Trade, February 1994)
- Technicolour (Rough Trade, July 1996)

Сборники
- In Debt (Ché, 1992)
- The 5 EPs (One Little Indian, September 2011)

Синглы и мини-альбомы
- "Entertainment"/"Arc in Round" single (Ché, 1991)
- Science EP (Ché, 1991)
- Summer's Last Sound EP (Cheree Records, October 1992)
- A Rock to Cling To EP (Rough Trade, July 1993)
- The Last Dance EP (Rough Trade, November 1993)
- Second Language EP (Rough Trade, May 1994)
- It's a Kid's World EP (Rough Trade, September 1994)
- The Mixing It Session EP (Tugboat, September 1999)